# سكوت إيمرسون (لاعب كرة قاعدة)
سكوت إيمرسون (بالإنجليزية: Scott Matthew Emerson)‏ هو لاعب كرة قاعدة أمريكي، ولد في 21 ديسمبر 1971 في بالتيمور في الولايات المتحدة.

## وصلات خارجية
- سكوت إيمرسون على موقعبيزبول رفرنس.كوم (الدوري الثانوي) (الإنجليزية)